# 宁陕线形蛇
宁陕线形蛇（学名：Stichophanes ningshaanensis）原名宁陕小头蛇，为游蛇科线形蛇属（学名：Stichophanes）中唯一的一种，是中国的特有物种。分布于陕西等地，常见于针阔混交林边缘的灌木丛开阔处。其生存的海拔范围为1400至1650米。该物种的模式产地在陕西宁陕。其种加词“ningshanensis”意为“陕西省宁陕县的”。

## 分类变动
本种发表描述时被归隶小头蛇属（Oligodon）。2014年，学者通过形态比较、分子系统发育分析和捕食行为观察等对本种的系统地位做了探讨，将其从小头蛇属中分出，订立线形蛇属，为单型属单型种。

## 形态特征
宁陕线形蛇身体细长，呈圆柱形；头部椭圆形，中部宽，基部收窄，头颈部区分不明显。身体背面整体黄棕色，在左右两侧第2、3行背鳞间具1条黑色纵纹，从颈部起一直延伸至尾端；腹鳞黄色，从第4枚腹鳞开始，每枚腹鳞前端均有1黑色斑纹，一直延伸到肛鳞，形成1行断续的黑色纵线；尾下鳞灰色；头背部顶鳞、额鳞以及眶上鳞有黑色斑纹；颈部脊鳞具1道黑色纵纹。

## 保护
本种于2023年被收录入《有重要生态、科学、社会价值的陆生野生动物名录》。